# Tony Ingrassia
Pour les articles homonymes, voir Ingrassia.
Tony Ingrassia est un dramaturge et metteur en scène américain né en 1944 à New York et mort le 16 décembre 1995 à Amityville, dans l'État de New York.

## Biographie
Natif de Brooklyn, Anthony J. Ingrassia commence à s'intéresser au théâtre à l'adolescence et devient une figure de la scène expérimentale newyorkaise dans les années 1950 et 1960. Durant ses études à l'université Hofstra, il rejoint la Ridiculous Theater Company de Charles Ludlam (en) avant de devenir imprésario pour la Company One.
En 1971, il est chargé d'adapter la pièce d'Andy Warhol Andy Warhol's Pork (en). Sa propre pièce Fame, sur le destin de Marilyn Monroe, débute au John Golden Theatre le 18 novembre 1974, mais sa première représentation est également la dernière. Les critiques sont très mauvaises.
Après l'échec de Fame, Ingrassia quitte les États-Unis et s'installe à Berlin-Ouest, où il réside jusqu'à la fin de la décennie. Il fait son retour à New York en 1979 avec Shindig, une comédie musicale sur les années 1960 donnée au Downstairs at City Center en 1979. Sa dernière production est Sweet Dreams, un collage de 14 pièces différentes donné au La MaMa Experimental Theatre Club en mars 1995.
Souffrant de boulimie, Ingrassia meurt d'un arrêt cardiaque à l'hôpital Brunswick d'Amityville, dans l'État de New York.